# Kawischrift
Het Kawischrift (Indonesisch: Aksara Kawi; uit het Sanskriet: कवि "kavi", letterlijk "dichter"), of Oud Javaans-schrift (Indonesisch: Aksara Carakan) is een brahmisch schrift dat van oorsprong gebruikt werd in Java en vervolgens werd gebruikt in een groot deel van maritiem Zuidoost-Azië vanaf de 8e eeuw n.chr. tot ongeveer 1500 n.chr.

## Oorsprong
Kawischrift is de voorouder van traditionele Indonesische schriften, zoals Javaans en Balinees, evenals traditionele Filipijnse schriften zoals Luzon Kavi (het schrift van de Koperplaatinscriptie van Laguna van  822 n.chr.) en het Baybayin van 1500 n.chr. Het sterkste bewijs van Nagari-invloed is te vinden in de Sanur-stenen inscriptie in Zuid-Bali, die bestaat uit teksten in twee scripts: een in Vroegnagari en de andere in Vroegkawischrift. Verder overlapt de Sanur-inscriptie met twee talen: Sanskriet en Oud-Balinees. Hiervan wordt het Oud-Balinese taalgedeelte van de tekst uitgedrukt in zowel Vroegnagari als Vroegkawischrift. Deze inscriptie is waarschijnlijk uit 914   CE, en zijn kenmerken zijn vergelijkbaar met de vroegste vormen van Kawi-script gevonden in de centrale en oostelijke regio's van het naburige eiland Java op Bali.

## Geschiedenis
Volgens de Casparis floreerde het vroege door Nagari geïnspireerde Kawischrift meer dan drie eeuwen tussen de 7e en 10e eeuw. Na 910 kwam het latere Kawischrift naar voren met regionale innovaties en Zuid-Indiase invloed (die op zichzelf gedeeltelijk wordt beïnvloed door Brahmi-Nandinagari). De vier fasen van Kawischriftontwikkeling zijn 910-950 n.chr. (Oost-Javaans Kawi I), 1019-1042 (Oost-Javaans Kawi II), 1100–1220 (Oost-Javaans Kawi III), 1050–1220 (kwadraatschrift uit de Kediri-periode).
De vroegst bekende teksten in Kawi dateren uit het Singhasari-koninkrijk in Oost-Java. De meer recente schriften ontstonden tijdens het Majapahit koninkrijk, ook in Oost-Java, Bali, Borneo en Sumatra. Het Kawischrift heeft wetenschappelijke belangstelling getrokken, zowel wat betreft de geschiedenis van taal- en schriftverspreiding, als de mogelijke routes voor de migratie van het boeddhisme en het hindoeïsme naar Zuidoost-Azië, omdat veel van de belangrijkste schriften van Zuidoost-Azië invloed vertonen van het het Zuid-Indiase Pallavaschrift.
Het moderne Javaanse schrift, volgens George Campbell en Christopher Moseley, is gedeeltelijk ontstaan door de aanpassing van het Kawischrift gedurende de middeleeuwen. Deze wijziging vond gedeeltelijk plaats via secundaire vormen die in het Javaans pasangan worden genoemd, en ook door veranderingen in de vorm van letters. Het toont ook de invloed van de Noord- en West-Javaanse schriftvormen op basis van het Pallavaschrift in Tamil Nadu, evenals het Arabische schrift en Latijns schrift met veranderingen in de theopolitieke controle van Java en nabijgelegen eilanden van de 14e tot de 20e eeuw.

## Beschrijving
Het schrift is een abugida, wat betekent dat de letters worden gelezen met een inherente /a/ klinker. Diakritische tekens worden gebruikt om de klinker te onderdrukken en een eindmedeklinker weer te geven, of om andere klinkers weer te geven.

## Voorbeelden
Een bekend document dat in Kawi is geschreven, is de koperplaatinscriptie van Laguna, gevonden in 1989 in Laguna de Bay vlak bij Manilla, Filipijnen. Het heeft een datum uit het Saka-tijdperk 822, corresponderend met 10 mei 900 n.chr. Het is geschreven in het Oud-Maleis met tal van leenwoorden uit het Sanskriet en een paar niet-Maleisische vocabulaire-elementen waarvan de oorsprong dubbelzinnig is tussen Oud-Javaans en Oudtagalog.